# Batteristyresystem
 For alternative betydninger, se BMS.
 For alternative betydninger, se Styresystem (flertydig). (Se også artikler, som begynder med Styresystem)
Et batteristyresystem (BMS, kort for engelsk battery management system) er ethvert indlejret system, som vedligeholder en akkumulator (enkeltcelle eller akkumulatorpakke), ved f.eks. at overvåge ladningstilstanden, beregner sekundære data, rapporterer disse data, beskytter akkumulatoren, tager hensyn til miljøfaktorer (f.eks. temperatur) - og/eller balancerer denne.
En akkumulatorpakke bygget sammen med et batteristyresystem med en ekstern kommunikerende databus er en smart akkumulatorpakke. En smart akkumulatorpakke skal typisk lades op med en smart akkumulatorlader.

## Funktioner

### Overvågning
Et BMS kan overvåge akkumulatorens tilstand via forskellige parametre eller karakteristikker:
- Spænding: total spænding, spænding under belastning - eller spænding af de individuelle celler
- Temperatur: middeltemperatur, indblæsningstemperatur, udblæsningstemperatur - eller temperaturen af de individuelle celler
- Ladningstilstand (SOC, SoC, State-of-Charge) eller afladningsdybde (DOD, DoD, Depth-of-Discharge): For at indikere akkumulatorens ladningsniveau
- Helbredstilstand (SOH, SoH, State-of-Health) - akkumulatoren overordnede tilstand
- Kølehastighed: For luft eller væskekølede akkumulatorer
- Strøm: Strøm ind eller ud af akkumulatoren

### Elektriske køretøjssystemer: Energigenindvinding
- BMS kan også styre genopladningen af akkumulatoren ved at omdirigere mere eller mindre energi under f.eks. regenerativ bremsning tilbage til akkumulatoren.

### Beregning
Herudover kan et BMS beregne forskellige værdier baseret på ovenstående:
- Maximum ladestrøm som en ladestrømsbegrænsning (CCL; Charge Current Limiting)
- Maximum afladestrøm som en afladestrømsbegrænsning; akkumulatorvagt-, batterivagt-funktion (DCL; Discharge Current Limiting)
- Energi afleveret siden sidste ladning eller ladecyklus
- Total energi afleveret siden første ibrugtagning
- Total brugstid siden første ibrugtagning

### Kommunikation
Et BMS kan rapportere alle de ovennævnte data til en ekstern enhed ved at kommunikere via en:
- Seriel datakommunikation. En CAN-bus er et eksempel på sådan en bus som hyppigst anvendes i biler.[4]
- Direkte forbindelse
- DC-BUS Arkiveret 2. august 2013 hos  Wayback Machine - Serial communication over power-line
- Trådløs datakommunikation

Internt kan et BMS f.eks. anvende:
- Smart Battery System

eksempelvis via disse databusser:
- SMBus
- PMBus
- SPI-bus

### Beskyttelse
Et BMS kan beskytte dets akkumulator ved at forhindre det i at arbejde udenfor det sikre arbejdsområde - såsom:
- Overstrøm
- Overspænding (under ladning)
- Underspænding (under afladning), specielt vigtigt for bly-syre-akkumulatorer og Li-ion-akkumulatorer celler
- Overtemperatur - f.eks. induceret af ladning eller afladning
- Undertemperatur - f.eks. må mange akkumulatortyper ikke lades på udenfor et vis temperaturområde
- Overtryk (f.eks. NiMH-akkumulatorer)

Et BMS kan forhindre dets akkumulator i at arbejde udenfor det sikre arbejdsområde ved at:
- Inkludere en intern kontakt (såsom et relæ eller elektronisk kontakt) som afbryder akkumulatoren hvis den anvendes udenfor det sikre arbejdsområde[5]
- Bede enhederne som akkumulatoren er forbundet til om at reducere eller holder op med at bruge akkumulatoren.
- Aktivt styre miljøet f.eks. via varmere, blæsere, luftkonditionering eller væskekøling

### Optimeringer
For at maksimere akkumulatorens kapacitet og for at hindre lokaliseret underafladning eller overopladning, kan BMSet aktivt sørge for at alle celler som akkumulatorpakken består af får samme ladning via akkumulatorbalancering. BMS kan balancere cellerne ved at:
- Bruge energi fra de mest opladede celler ved at forbinde dem individuelt til en elektrisk belastning
- Flytte energi fra de mest opladede celler til de mindst ladede celler
- Reducere ladestrømmen til et tilstrækkeligt lavt niveau så de mest opladede celler ikke tager skade, mens de mindre ladede celler fortsat lades på (det må ikke gøres med Lithium-ion-celler)
- Modulær ladning[7]

### Automatisk udkobling eller indkobling af celler
Automatisk udkobling eller indkobling af enkelt(e) celler i en akkumulatorpakke:
- Under opladning kan udkobling af enkelt næsten fuld opladte celler udføres løbende, for hurtigere at oplade de resterende celler.
- Under afladning kan udkobling af enkelt mindre opladede/fuldt afladte celler udføres løbende, for at de resterende celler stadig kan levere energi. Ydermere kan alle funktionelle celler balanceres løbende under afladning ved cellerotation.
- Under opladning og afladning kan enkelt defekte celler udkobles, så akkumulatorpakken fint fungerer på trods af de defekte celler.
- En yderligere fordel er at cellerne i akkumulatorpakken ikke behøver at blive matchet. Faktisk kan man fint udskifte defekte celler til nye umatchede celler.
- Under accelerering kan akkumulatorpakken forme en variabel effektaccelerationskurve, ved dynamisk at ind- og udkoble celler fra akkumulatorpakkens celle serieforbindelse. En PWM eller SMPS funktion vil derfor blive mere effektiv.
- Under regenerativ bremsning kan akkumulatorpakken forme en variabel effektbremsekurve, ved dynamisk at ind- og udkoble celler fra akkumulatorpakkens celle serieforbindelse. En PWM eller SMPS funktion vil derfor blive mere effektiv.
- Har motoren fx ved maksimal brug for 400V sættes fx en akkumulatorpakke med celler på i alt 1000V, men kun ca. 40% af cellerne vil være være indkoblede.
- Et elnet akkumulatorlader behøver kun PFC-ensretter, da akkumulatorpakken dynamisk ind- og udkoble celler så den rette ladestrøm nås. Der skal laves cellerotation for at så mange celler lades op som muligt.

## hardware
Mange halvlederleverandører kan levere chips, som kan gøre det simplere at designe et BMS.

### Texas Instruments chips
Texas Instruments har mange chips beregnet til BMS. Et eksempel er bq20z60-R1, som er Smart Battery System 1.1 kompatibelt. En af de særlige egenskaber ved bq20z60-R1 er at den måler akkumulatorens indre modstand og benytter dette til at estimere tilbageværende kapacitet med 1% nøjagtighed. bq20z60-R1 kan f.eks. benyttes sammen med f.eks. bq29330 og bq294xy (flere xy-varianter). For at BMSet er komplet mangler der en smart akkumulatorlader og en smart elforbruger.

### Atmel chips
Atmel er i gang med at lave chips til et BMS bestående af ATmega32HVE2 eller ATmega64HVE2 med Local Interconnect Network-grænseflade - og ATA6870N. For at BMSet er komplet mangler der en smart akkumulatorlader og en smart elforbruger. ATmegaxxHVE2 mikrocontrolleren er en chip beregnet til at måle de primære parametre akkumulatorspænding og akkumulatorstrøm med stor præcision og lavt energiforbrug.
Atmel ATA6870N er en chip, som kan overvåge op til 6 celler. ATA6870N kan kaskadekobles til op til 16 stk ATA6870N i en kæde. ATA6870N kommunikerer med hinanden og f.eks. en ATmegaxxHVE2 via en SPI-bus. ATA6870N kan måle 2 temperaturer, op til 6 cellespændinger - og lave passiv eller aktiv akkumulatorbalancering for op til de 6 celler.

### Open-source BMS
Der findes nogle få open-source og open-hardware BMS:
- BMSafe - benytter CAN-bus og passiv akkumulatorbalancering[13]